# Codan Limited

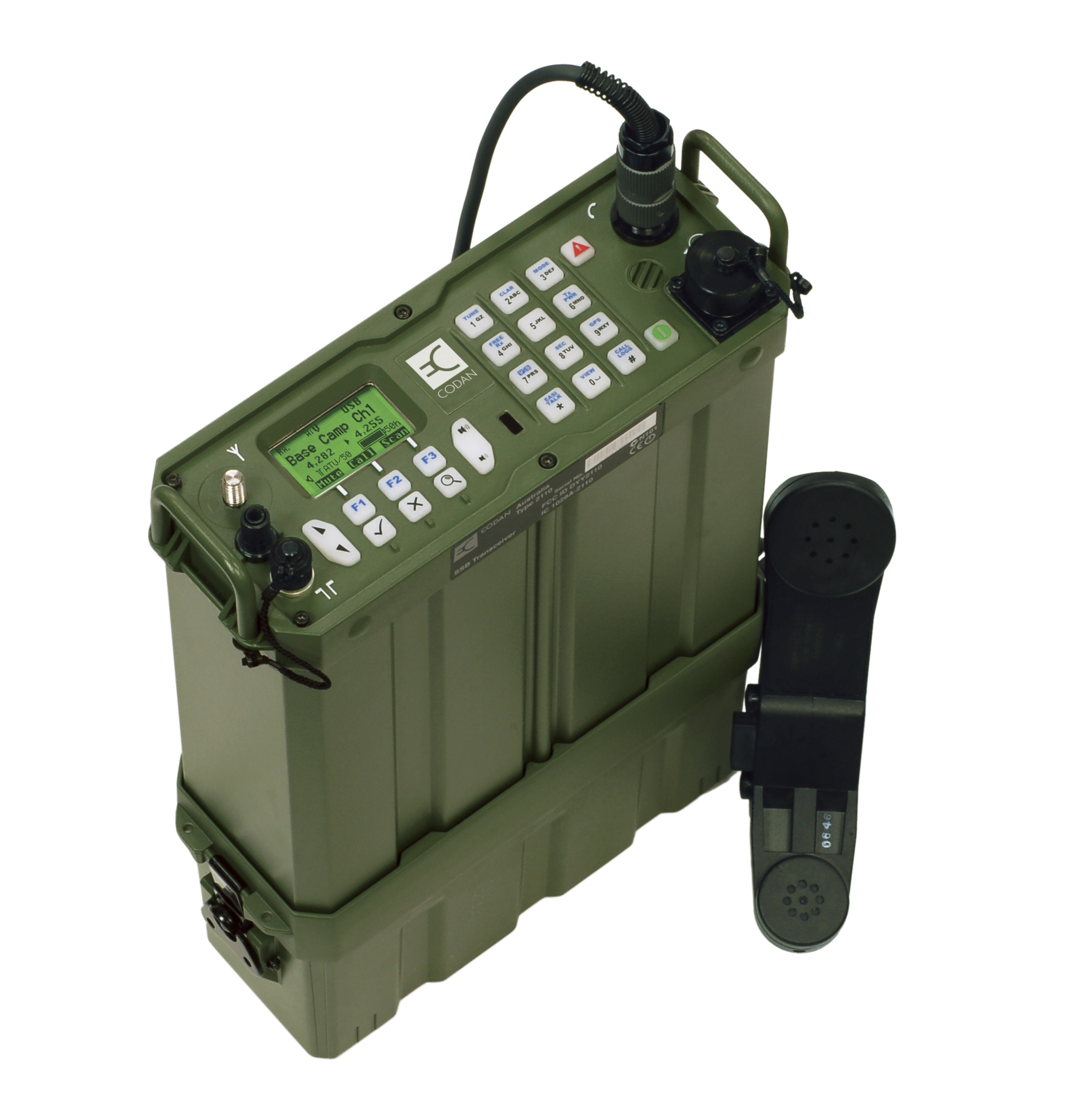
Tragbares Militärfunkgerät von Codan

Codan Limited ist ein australisches High-Tech-Unternehmen im südaustralischen Adelaide. Bekannt wurde Codan Limited mit der Herstellung von Kurzwellenfunkgeräten für internationale Hilfsorganisationen und die Vereinten Nationen (UN).
Neben Kurzwellenfunkgeräten ist Codan Limited im Bereich Satellitentechnik und im Bereich Metalldetektoren aktiv. Hilfsorganisationen in 150 Ländern der Welt benutzen Codan-Funkgeräte für ihre interne und externe Kommunikation. Besonders das Rote Kreuz, Ärzte ohne Grenzen, Malteser International und viele UN-Organisationen verwenden Codan-Kurzwellengeräte in ihren Einsatzfahrzeugen. Codan Limited ist auch im Bereich militärischer Kommunikation aktiv. Des Weiteren liefert Codan Limited Geräte für die Kommunikation im australischen „Outback“ wie zum Beispiel Royal Flying Doctor Service of Australia und CB-Funk.

## Geschichte
Codan Limited wurde 1959 in Adelaide, Australien, von Alastair Wood, Ian Wall und Jim Bettison gegründet. Der erste Name des Unternehmens lautete Eilco – the Electronics, Instrument and Lighting Company Limited, in Adelaide, South Australia. 1961 brachte Eilco sein erstes Produkt auf den Markt, das Kurzwellenfunkgerät 6104 HF für das School-of-the-Air network-Projekt. Kinder in abgelegenen Farmen im Inneren Australiens konnten über Funk am Schulunterricht teilnehmen. 1970 schließt sich Eilco mit dem Unternehmen Associated Electronics Services in West-Australien zusammen. Der Name des Joint Ventures lautete Codan. 1973 verlagerte Codan seinen Unternehmenssitz von Norwood nach Newton. 1980 kaufte die UN eine größere Menge an Geräten für ihren Uganda-Einsatz. Seit dieser Zeit werden Codan-Produkte besonders von Hilfsorganisationen verwendet. 1986 bringt Codan seine automatisch vollabstimmbare Kurzwellenfunkantenne auf den Markt. Diese Antenne ist bis heute das Markenzeichen von Codan. 1993 bringt Codan das erste kommerzielle Daten-Fax-Modem für den Kurzwellenfunk auf den Markt. 2008 kauft Codan die Unternehmen Minelab und Parketronics und steigt in das Gebiet der Minensuchgeräte ein.

## Heute
Heute werden Codan-Produkte zumeist in Gebieten eingesetzt, in denen es keine fernmeldetechnische Infrastruktur gibt, oder in Kriegsgebieten wie zum Beispiel im Irak oder Afghanistan. Auch bei terroristischen Vereinigungen sind Codan-Geräte beliebt. So sollen die afghanischen Taliban über 1000 Stationen von Codan eingesetzt haben. Die meisten Geräte wurden von in Afghanistan tätigen Hilfsorganisationen gestohlen.